# Bronisław Klimczak
Bronisław Stefan Klimczak, ps. „Sokół” (ur. 28 sierpnia 1913 w Rędzinach, zm. 12 grudnia 1950 w Kielcach) – podporucznik Wojska Polskiego, uczestnik kampanii wrześniowej, działacz konspiracyjny, więzień obozów koncentracyjnych. Skazany na karę śmierci w tzw. sprawie Robineau.

## Życiorys
Urodził się 28 sierpnia 1913 roku w Rędzinach koło Częstochowy. Zawodową służbę wojskową rozpoczął w marcu 1935 roku. W 1939 roku otrzymał nominację na podporucznika.
W trakcie kampanii wrześniowej walczył w bitwie pod Mławą i bitwie pod Kutnem. Uczestniczył również w obronie Warszawy, gdzie został ranny. Trafił do obozu przejściowego w Skierniewicach, zdołał jednak stamtąd uciec.
Już w listopadzie 1939 roku rozpoczął działalność konspiracyjną. Należał do Polskiego Związku Wolności, służył w oddziale Stanisława Wiznera, ps. „Huragan”. W marcu 1942 roku, w Warszawie, został aresztowany przez Gestapo. Podczas śledztwa był torturowany. Więziono go na Pawiaku, a następnie kolejno w obozie na Majdanku, w Gross-Rosen i w Litomierzycach (w podobozie Flossenbürga).
Po wojnie, w maju 1945 roku wrócił do Polski. We wrześniu 1945 roku zamieszkał w Słupsku. Przez kilka miesięcy służył w Milicji Obywatelskiej. W tym samym roku zamieszkał z Genowefą Zielińską, wychowaną we Francji, z którą był w nieformalnym związku. W 1947 roku poznał byłego francuskiego jeńca wojennego, Gastona Drueta, który miał mu zaproponować współpracę z francuskim wywiadem. Klimczak, chcąc walczyć z komunistyczną władzą, przekazywał mu informacje natury wojskowej, politycznej i społecznej. Od 1948 roku współpraca rozszerzyła się, a informacje były przekazywane bezpośrednio wicekonsulowi francuskiemu Rene Barentowi, a następnie sekretarzowi szczecińskiego konsulatu Andrè Robineau.
19 listopada 1949, w Szczecinie, został aresztowany w sprawie Robineau. Po pokazowym procesie, 14 lutego 1950 roku, został skazany na karę śmierci, utratę praw publicznych i obywatelskich praw honorowych na zawsze oraz przepadek całego mienia. Wyrok został wykonany 12 grudnia 1950 roku w Kielcach. Powód przewiezienia więźnia do Kielc do tej pory jest niejasny.
Początkowo został pochowany na kieleckim cmentarzu na Piaskach. W listopadzie 2016 jego szczątki zostały odnalezione podczas prac ekshumacyjnych prowadzonych przez Instytut Pamięci Narodowej, na wniosek Oddziałowej Komisji Ścigania Zbrodni przeciwko Narodowi Polskiemu w Szczecinie zbadano dokumenty procesowe dotyczące Bronisława Klimczaka. Sąd Okręgowy w Szczecinie w dniu 21.03.2019 stwierdził nieważność wyroku skazującego Bronisława Klimczaka, na karę śmierci przez  Wojskowy Sąd Rejonowy z dnia 14.02.1950 r. oraz  stwierdził nieważność utrzymującego wyrok w mocy postanowienia Najwyższego Sądu Wojskowego z dnia 02.11.1950 roku. 12 grudnia 2019 roku w kościele w Rędzinach odbyła się uroczysta msza pogrzebowa. Następnie szczątki zostały pochowane na miejscowym cmentarzu parafialnym.